# Amfiblastula
Amfiblastula – stadium larwalne gąbek wapiennych, rodzaj blastuli owalnego kształtu, zbudowanej z dwóch rodzajów komórek: zaopatrzonych w wici mikromerów i bezwiciowych makromerów. Larwy te pływają swobodnie w morskiej toni do momentu, aż przytwierdzą się do twardego podłoża. Gastrulacja zachodzi na drodze inwaginacji. U Calcaronea następuje jedyny wśród zwierząt sposób tworzenia larwy poprzez inwersję – larwy z rzęskami skierowanymi do wnętrza (stomoblastula) przekształcają się w amfiblastulę. Zjawisko to przyczyniło się do określania gąbek jako organizmów, u których następuje odwrócenie listków zarodkowych. Pogląd ten nie jest powszechnie akceptowany.